# 三門 (大石寺)

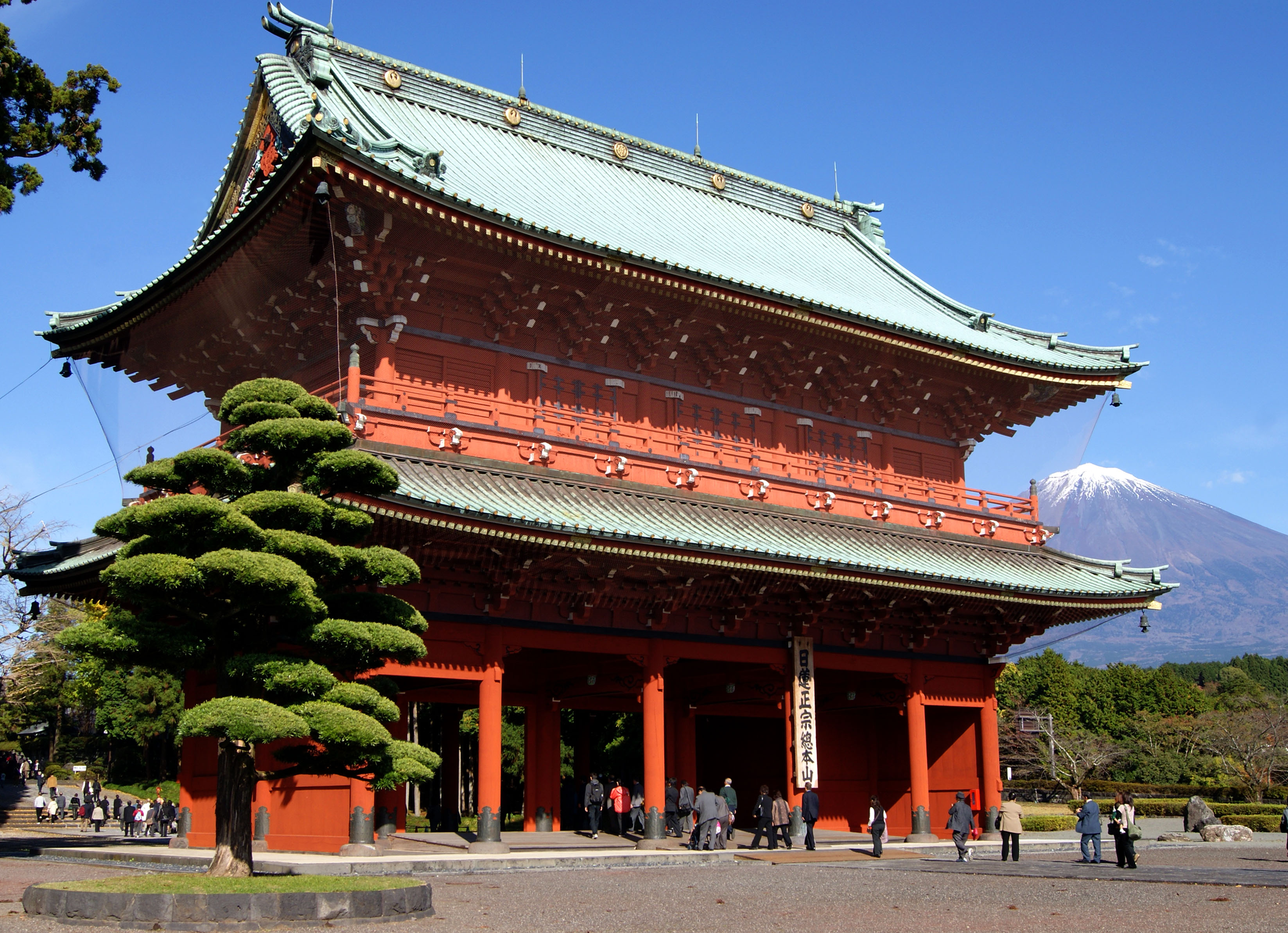
三門

三門（さんもん）は、静岡県富士宮市の大石寺にある大楼門。山門とも。

## 歴史
1712（正徳2）年、25世日宥の発願により、徳川6代将軍・家宣から富士山の巨木70本の寄進、また、家宣の正室・天英院から黄金1200粒の寄進を受け、1717（享保2）年8月に建立された。

### 大改修
- 1931（昭和6）年、桧皮葺から銅葺に改める。
- 1935（昭和10）年、丸柱を入れ替える。

### 文化財指定
- 1966（昭和41）年、66世日達の代に静岡県有形文化財の指定を受けた。

## 概要
大石寺の総門（黒門）から北へ約400mのところに建つ大楼門で、間口24m、奥行11m、高さ22mあり、その規模は東海道随一である。木造の朱塗りで、上部の楼台の部分には本尊が安置されている。

## ギャラリー

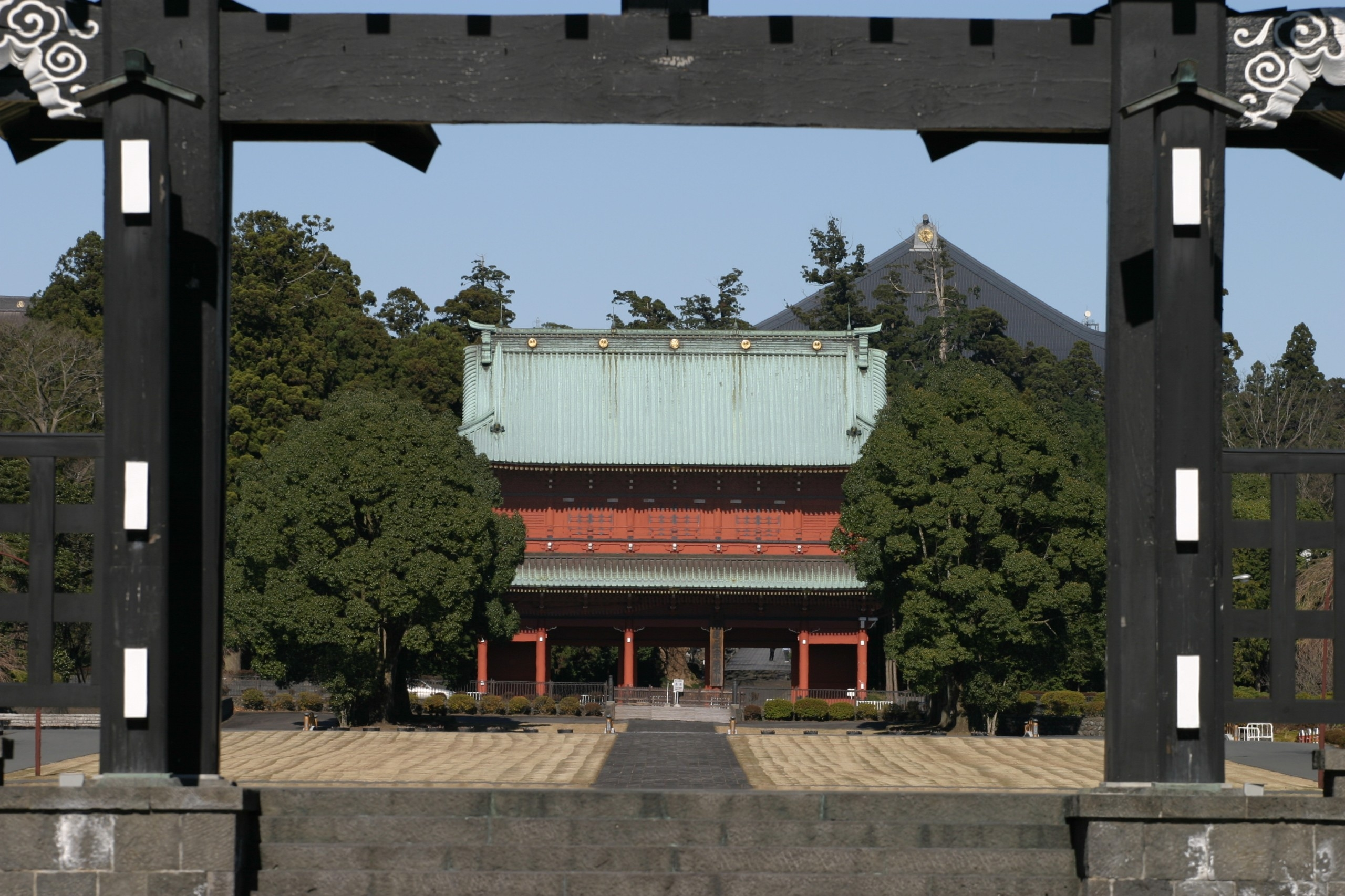
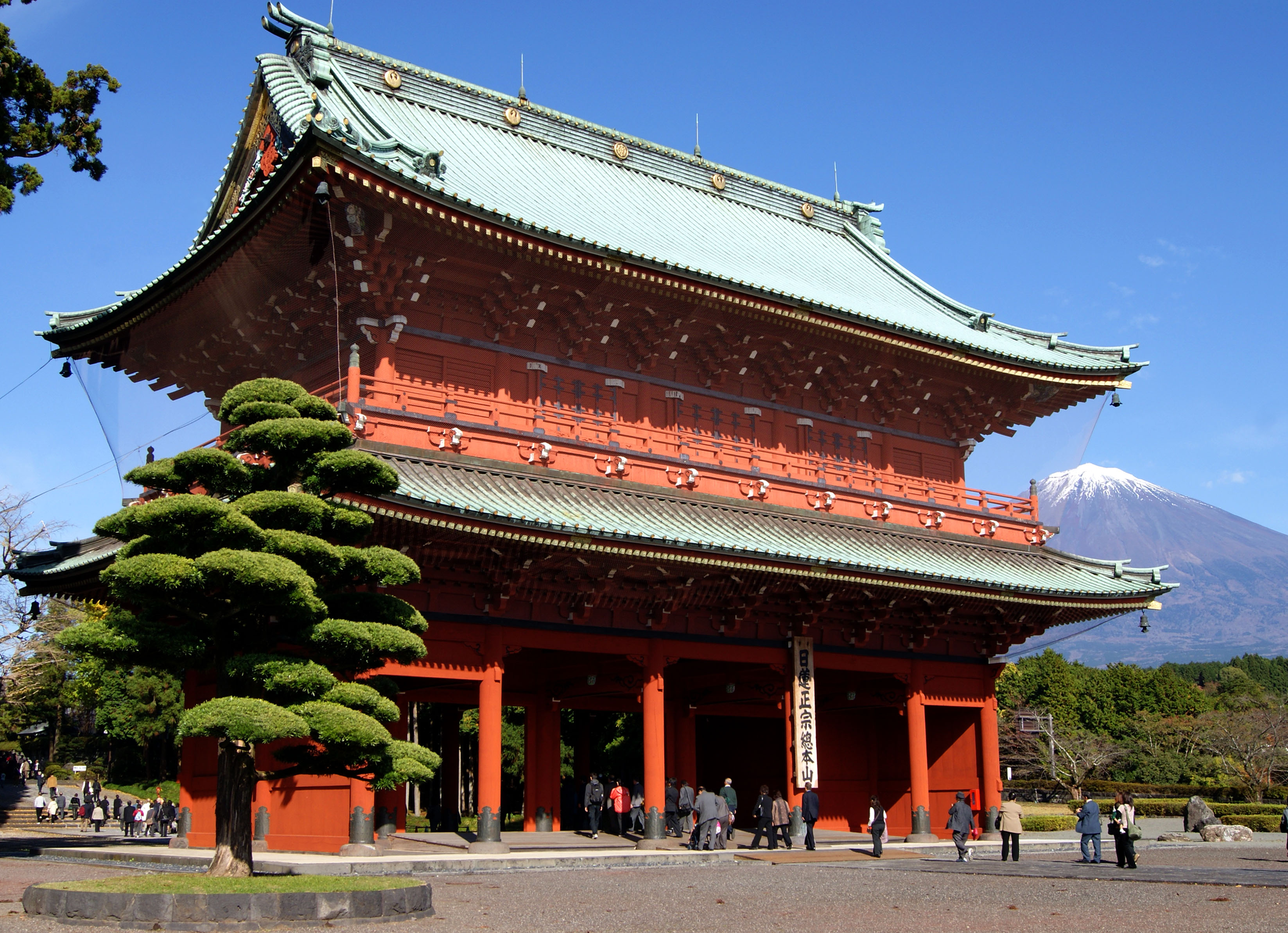
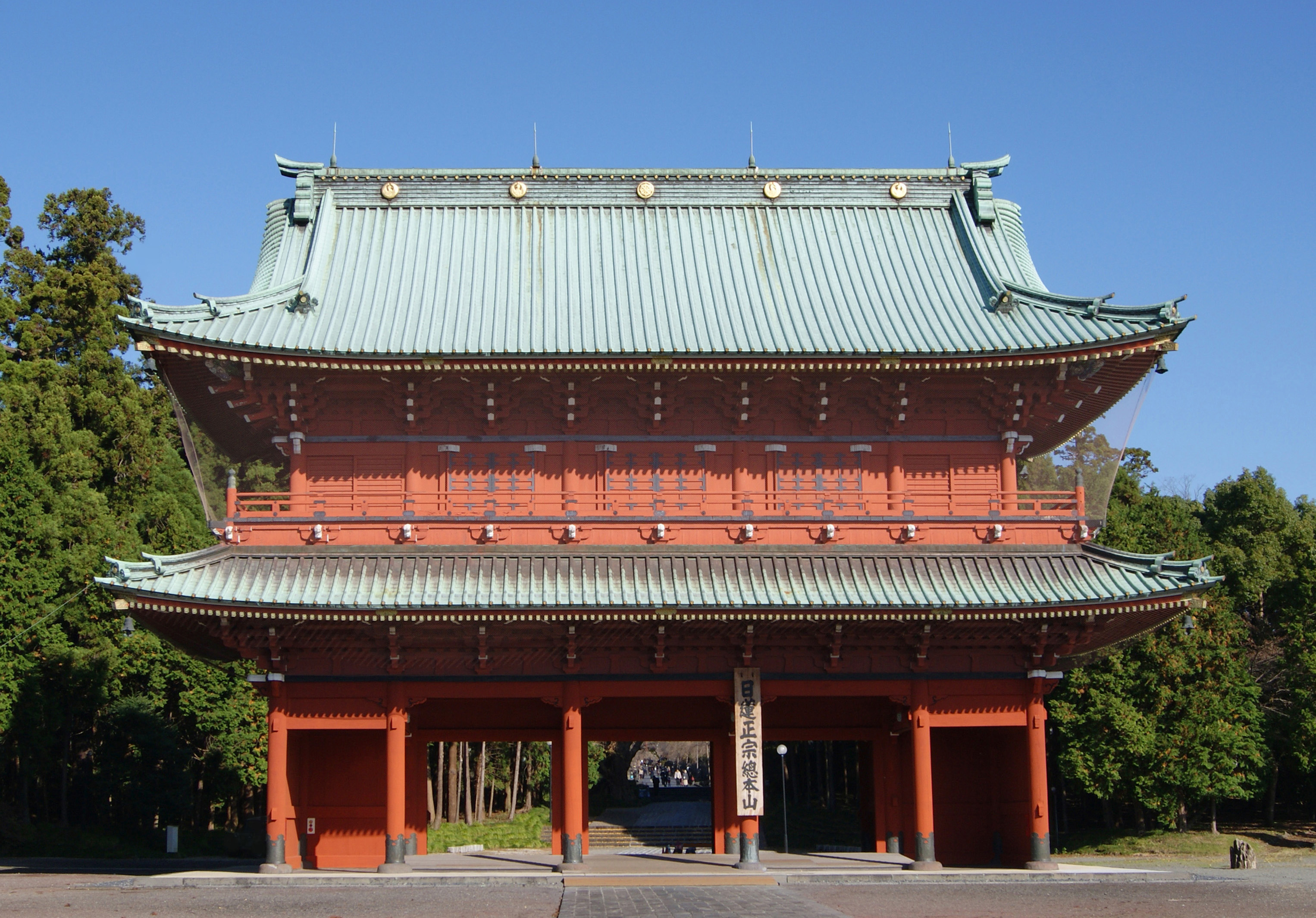
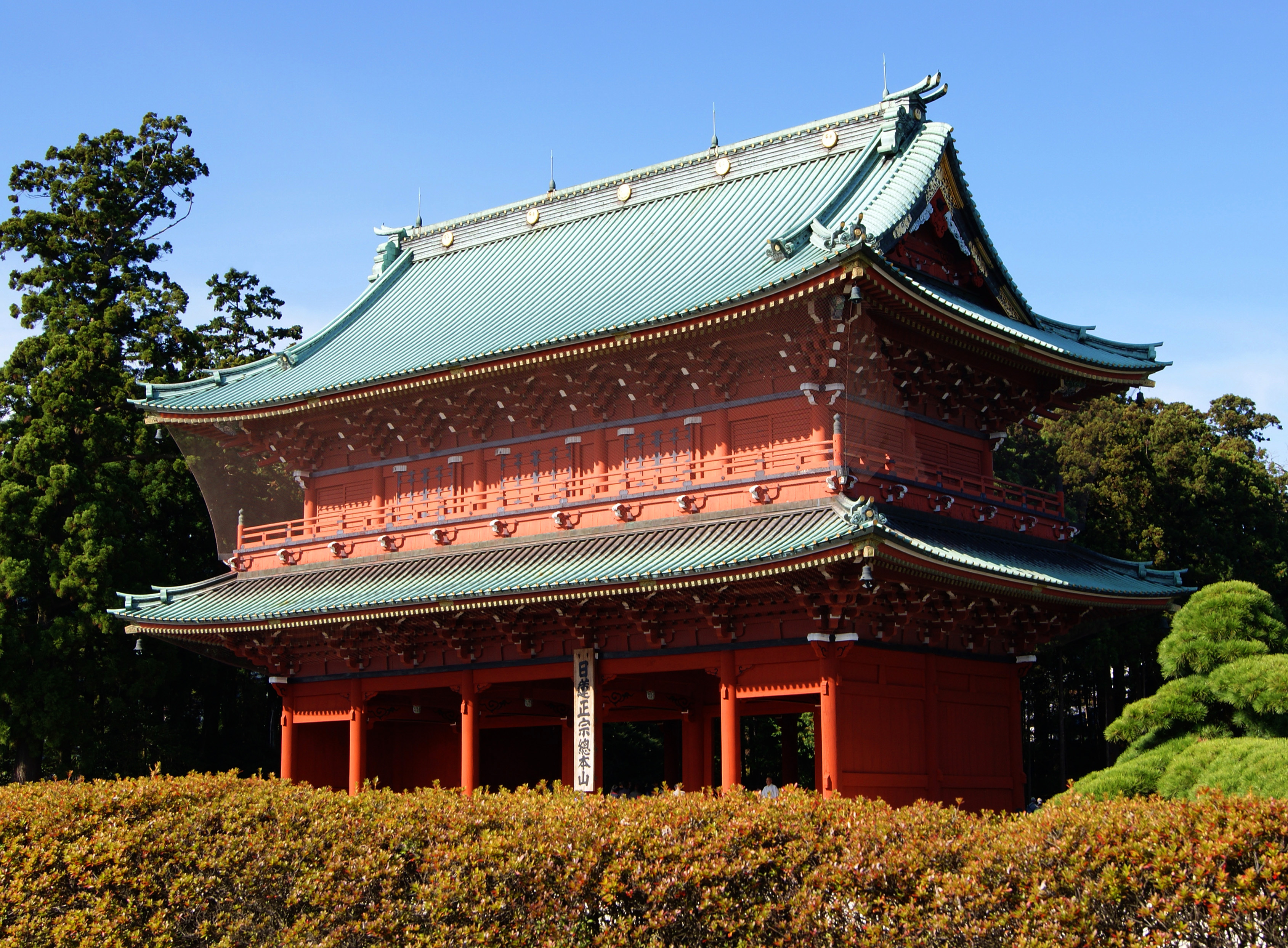